# جورج بيبودي
جورج بيبودي (بالإنجليزية: George Peabody)‏ (18 فبراير 1795-نوفمبر 1869) هو مالي ومصرفي ورائد أعمال أمريكي-بريطاني، يعتبر على نطاق واسع «أب الأعمال الخيرية الحديثة».
ولد بيبودي طفلاً فقيراً في ولاية ماساتشوستس وعمل في تجارة الأطعمة المجففة ومن ثم عمل في الشؤون المصرفية. وانتقل إلى لندن عام 1837 وقد كانت آنذاك عاصمة العالم المالية، وأصبح أشهر مصرفي أمريكي وساعد على تأسيس سمعة عالمية حسنة لبلاده التي ما زالت فتية حينها. ولمّا كان بيبودي ليس لديه ابن يورثه أعماله، فقد اتخذ من جونيوس سبنسر مورغان شريكاً له وذلك في عام 1854، واستمرت أعمالهما المشتركة لتصبح الشركة باسم «جيه بي مورغان وشركائه» بعد تقاعد بيبودي عام 1864.
لاقى بيبودي بعد كبره في السن استحساناً وقبولاً عالميين لأعماله الخيرية. أسس «ودائع بيبودي» في بريطانيا ومعهد بيبودي ومكتبة جورج بيبودي في بالتيمور ومتحف بيبودي لعلم الآثار وعلم الأجناس التابع لجامعة هارفارد ومتحف بيبودي للتاريخ الطبيعي التابع لجامعة ييل وكانت له اليد في الكثير من المبادرات الخيرية الأخرى. وتم منحه ميدالية الكونغرس الذهبية عن كرمه كما أعطي لقب «حر مدينة لندن» وغيرها من الجوائز والتكريمات.

## السيرة

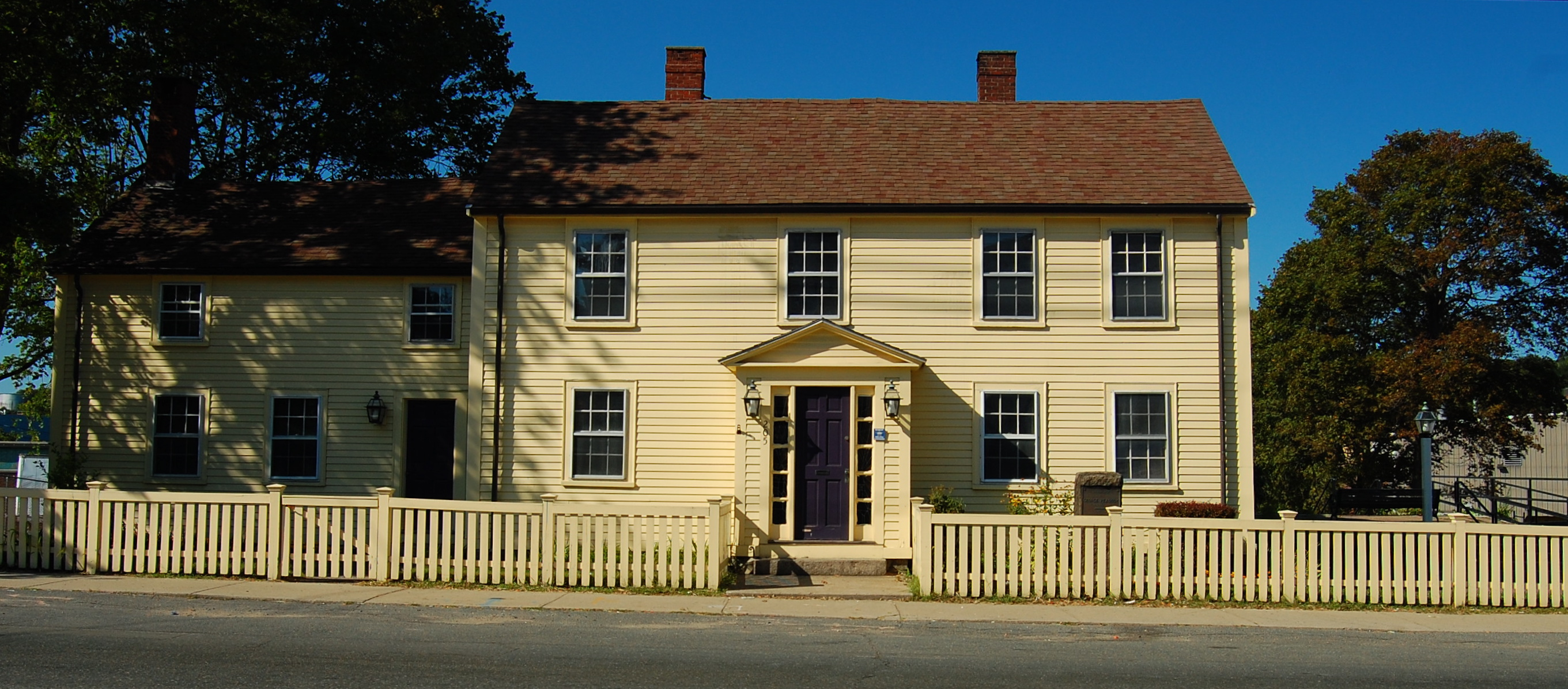
مسقط رأس بيبودي بعدما أصبح متحفاً

ولد بيبودي عام 1795 في ما كان يعرف بساوث دانفرز (الآن بيبودي) بولاية ماساتشوستس. كان لعائلته أجداد تطهيريون في الولاية، ولكنهم كانوا فقراء. وكان لجورج ستة أخوة فعانى من بعض الحرمان خلال طفولته، ولم يكن قادراً على الالتحاق بالمدرسة إلّا لبضعة سنوات فقط. وقد قال فيما بعد عن ذلك: «لم أنسى ولا يمكن أن أنسى العوز الكبير من سنواتي الأولى».
انتقل بيبودي إلى بالتيمور عام 1816، حيث باشر حياته المهنية وقد عاش فيها على مدى عشرين سنة. وأسس منزلاً للإقامة ومكتباً وأصبح رجل أعمال ومالي.
زار بيبودي لندن للمرة الأولى عام 1827، وكان يسعى لاستخدام شركته ووكالته لبيع إصدارات لسندات عن ولايات أمريكية، بهدف السماح للولايات برفع رأس المال لمختلف برامجها الخاصة «بالتحسينات الداخلية» (وبصفة أساسية البنية التحتية للنقل، مثل الطرق والسكك الحديدية وأرصفة الموانئ والقنوات). وقد قام بيبودي على مدى العقد الذي تبعه بأربع رحلات أخرى عبر المحيط الأطلسي، بدءاً من عام 1835 وانشأ مكتباً فرعياً في ليفربول. وأسس فيما بعد الشركة المصرفية «جورج بيبودي وشركائه» (وغيّر اسمها فيما بعد ليصبح جاي إس مورغان وشركائه) في لندن. واتخذ من لندن مكاناً للإقامة الدائمة عام 1837، حيث عاش فيها لبقية حياته.

## وصلات خارجية
- جورج بيبودي على موقع الموسوعة البريطانية (الإنجليزية)
- جورج بيبودي على موقع إن إن دي بي (الإنجليزية)
- مكتبة فيليبس في متحف بيبودي إسيكس (بالإنجليزية) - مجموعة من أوراق عمل بيبودي ووثائق أخرى.